# 三上昇
三上 昇（みかみ のぼる、1961年10月4日 -  ）は埼玉県所沢市出身の動物評論家。
動物鑑定や動物の企画、演出なども手懸け、現在では、動物プロダクションも運営している。

## 来歴
東南アジアにて熱帯魚を自ら採集したり買い付けを行ったり生き物との関係が密接になり、アクア専門店を開業。日本では珍しい生き物や、日本では名前もついていないような魚を多数扱っていた為、翌年には、新聞、雑誌などの取材が増え、又、テレビ局を始めとするマスメディアに生き物の貸し出しも依頼されるようになる。同時期、独学でカメラの勉強も始める。日本で最初の爬虫類専門店を開業。現在日本に存在する爬虫類専門店の礎を作った。珍種を好む芸能人が来店する店として話題になると、熱帯魚・小動物店を13店舗まで広げる。
ペットショップを営む傍ら、動物プロダクションとしての依頼も増え、1995年会社を独立し、動物プロダクション「アトリエミカミ」を設立。「なんでも鑑定団」などにも出演する。
カメラマンとしての腕も上がり、図鑑掲載用の画像撮影の依頼なども手懸け始める。動物撮影の知識が買われ、TV番組用の企画も依頼され始める。撮影業界に更に興味を持ち同運営会社にてハウススタジオレンタルの事業を開始。又、動物演出の方面にも力を入れるようになる。

## 人物
小さなものはアリや危険なスズメバチなどの昆虫から、魚類・鳥類・爬虫類、その他タランチュラやサソリなど様々な生物を扱う動物の評論家。野生動物の生態を探るため、アジア各地に行き、その経験をもとに「コモドドラゴンDVD写真集」を制作・発売。80年代後半のアジアアロワナブームや90年代半ばの昆虫ブームの火付け役としても有名。
日本で最初の爬虫類専門店を出し爬虫類専門店の草分け的存在とも言われ、現在もペットブームの様々な仕掛けを手懸けている。有限会社アトリエミカミ代表を務め、生き物に関する企画・プロデュース・演出・動物プロダクション業務などを総合的に行う。各放送局のニュース番組に動物コメンテーターとして出演するほか、テレビ東京「開運鑑定団」などで動物鑑定士としても活動し、雑誌・新聞などにもコメントを載せている。ツチノコ・カッパなどの未知の生物の評論など得意とする。企業からのペット経営のプロデュースや相談を受けている。

## 著書・監修
- 「ぼくらの小動物　採集と飼育入門」（監修・写真）　成美堂出版
- 「上手に育てる小動物」（監修・写真）　池田書店
- 「ぼくらの小動物入門」（監修）　成美堂出版
- 「カメのすべて」（監修・写真）　成美堂出版
- 「世界の爬虫類」（監修・写真）　成美堂出版
- 「世界の熱帯魚カタログ1998」（写真）　成美堂出版
- 「世界の熱帯魚カタログ1999」（写真）　成美堂出版
- 「成美堂ムック本　ミニペットがほしい」（監修・写真）　成美堂出版
- 「成美堂ムック本　ミニペットがほしい vol,2」（監修）　成美堂出版
- 「カメのひみつ」（写真）　ポプラ社
- 「いきものちょっといい話」（監修）　三才ブックス
- 「知っておきたいアウトドアー危険、有毒生物安全マニュアル」（写真）　学研
- 「コモドドラゴンDVD写真集」（監修・写真）　アトリエミカミ－DVD
- 「女性でも飼える爬虫類飼育マニュアル」（監修・写真）　ミリオン出版－VHS